# Giordan Watson
Giordan Watson (Detroit, Míchigan, 24 de octubre de 1985) es un jugador de baloncesto estadounidense nacionalizado rumano que pertenece a la plantilla del SCM CSU Craiova de la Liga Națională rumana. Con 1,75 metros de estatura, juega en la posición de base.

## Trayectoria deportiva
Es un pequeño base formado en Central Michigan Chippewas, se convertiría en un jugador con amplia experiencia europea a sus espaldas pero siempre en ligas menores como la finlandesa, la rumana y la islandesa. Se dio a conocer en la temporada 2014-15 tras lograr la clasificición a la F4 de la Eurochallenge con el Energia Rovinari. 
En su primera experiencia en Turquía en la temporada 2015-16, colocó al Usak en playoffs ofreciendo una dirección segura y poco egoísta, además de talante defensivo. Gran físico, a pesar de no alcanzar el 1.80, llega a matar con cierta facilidad la canasta. En temporada regular en Turquía promedió 12 puntos, 2.2 rebotes y 4.6 asistencias.
En verano de 2016 fichó por el Le Mans Sarthe Basket de la Pro A francesa.
En la temporada 2021-22, firma por el U-BT Cluj-Napoca de la Liga Națională rumana.

## Selección nacional
Watson ha integrado la selección de baloncesto de Rumania como jugador nacionalizado desde 2017, actuando fundamentalmente en partidos correspondientes a la clasificación para la Copa Mundial de Baloncesto y el Eurobasket. 